# 41 Геркулеса
41 Геркулеса (лат. 41 Herculis, HD 151090) — кратная звезда в созвездии Геркулеса на расстоянии приблизительно 143 световых лет (около 44 парсек) от Солнца. Возраст звезды определён как около 5,98 млрд лет.

## Характеристики
Первый компонент (G 17-35) — жёлтая звезда спектрального класса K0V, или G5. Видимая звёздная величина звезды — +6,572m. Масса — около 1,397 солнечной, радиус — около 3,026 солнечных, светимость — около 5,118 солнечных. Эффективная температура — около 5077 K.
Второй компонент (Ross 643) — оранжевый карлик спектрального класса K3. Видимая звёздная величина звезды — +10,285m. Масса — около 0,757 солнечной, радиус — около 0,726 солнечного, светимость — около 0,182 солнечной. Эффективная температура — около 4691 K. Удалён на 163,1 угловых секунд.
Третий компонент (GSC 00395-02276) — жёлтый карлик спектрального класса G0. Видимая звёздная величина звезды — +10,77m. Радиус — около 0,9 солнечного, светимость — около 0,641 солнечной. Эффективная температура — около 5459 K. Удалён от первого компонента на 126,4 угловых секунд, от второго компонента на 152,4 угловых секунд.
Четвёртый компонент (UCAC3 193-134397) — жёлто-белая звезда спектрального класса F. Видимая звёздная величина звезды — +12,8m. Радиус — около 3,05 солнечных, светимость — около 21,589 солнечных. Эффективная температура — около 7122 K. Удалён от второго компонента на 89,7 угловых секунд, от третьего компонента на 105,2 угловых секунд.

## Планетная система
В 2019 году учёными, анализирующими данные проектов HIPPARCOS и Gaia, у звезды обнаружены планеты.